# رايموند سيسيل أندرسون
رايموند سيسيل أندرسون هو دبلوماسي كندي، ولد في 6 يونيو 1929.